# Concinnia martini
Espèce
Synonymes
- Eulamprus martini (Wells & Wellington, 1985)

Concinnia martini est une espèce de sauriens de la famille des Scincidae.

## Répartition
Cette espèce est endémique d'Australie. Elle se rencontre dans le nord-est de la Nouvelle-Galles du Sud et dans le sud-est du Queensland.

## Étymologie
Cette espèce est nommée en l'honneur de Keith Martin de la Commission à la conservation du Territoire du Nord.

## Publication originale
- Wells & Wellington, 1985 : A classification of the Amphibia and Reptilia of Australia. Australian Journal of Herpetology, Supplemental Series, vol. 1, p. 1-61 (texte intégral).